# Tosca (opera)
Tosca è un'opera lirica in tre atti di Giacomo Puccini, su libretto di Giuseppe Giacosa e Luigi Illica.
La prima rappresentazione si tenne al Teatro Costanzi di Roma il 14 gennaio 1900. Il libretto deriva dal dramma La Tosca di Victorien Sardou del 1887.

## Storia
Il dramma La Tosca venne rappresentato al Teatro dei Filodrammatici di Milano all'inizio del 1889 e Giacomo Puccini ne rimase molto colpito, cominciando a pensare di ricavarne un'opera. Ne parlò con l'editore Giulio Ricordi, chiedendo a lui di interessarsi ai diritti per musicarla. Sardou non oppose un netto rifiuto, ma dimostrò freddezza. In ogni modo alla fine del 1893 Ricordi ottenne l'autorizzazione, anche se a favore di un altro compositore, Alberto Franchetti, che aveva da poco trionfato con Cristoforo Colombo (1892).
Luigi Illica preparò l'abbozzo del libretto, che fece approvare da Sardou in presenza di Giulio Ricordi e di Giuseppe Verdi (quest'ultimo, a Parigi per la prima francese di Otello, confiderà qualche anno più tardi al suo biografo che, se non fosse stato per l'età, avrebbe voluto lui stesso musicare la Tosca). Dopo pochi mesi Franchetti rinunciò, così Ricordi nel 1895 commissionò l'opera a Puccini, che cominciò il lavoro qualche mese dopo il successo de La bohème, nella tarda primavera del 1896. Partecipò alla stesura del libretto anche Giuseppe Giacosa, anche se riteneva il soggetto poco poetico e sosteneva che il successo dell'opera fosse dato dalla bravura della Bernhardt e non dal testo.
Dopo alcuni contrasti e ripensamenti, nell'ottobre del 1899 l'opera fu completata e il 14 gennaio 1900 venne rappresentata al Teatro Costanzi di Roma, con il soprano Hariclea Darclée nel ruolo di Tosca, il tenore Emilio De Marchi nei panni di Cavaradossi e il baritono Eugenio Giraldoni come Scarpia. All'evento erano presenti, tra gli altri, il presidente del Consiglio Luigi Gerolamo Pelloux e la regina Margherita di Savoia. La serata fu agitata: a causa di alcuni spettatori ritardatari, il direttore d'orchestra Leopoldo Mugnone fu costretto a interrompere l'esecuzione e ricominciare da capo.
Inizialmente criticata da una parte della stampa, che si attendeva un lavoro più in linea con le due precedenti opere di Puccini, Tosca si affermò ben presto in repertorio e nel giro di tre anni fu rappresentata nei maggiori teatri lirici del mondo.
L'opera divenne talmente popolare che nel 1902 lo stesso Puccini licenziò una riedizione con il titolo La Tosca di identica musica ma con libretto tradotto e adattato alla lingua francese da Paul Ferrier; anche questa versione divenne popolarissima ad inizio '900 e riversata in LP nel 1959 con Manuel Rosenthal.

## Il libretto

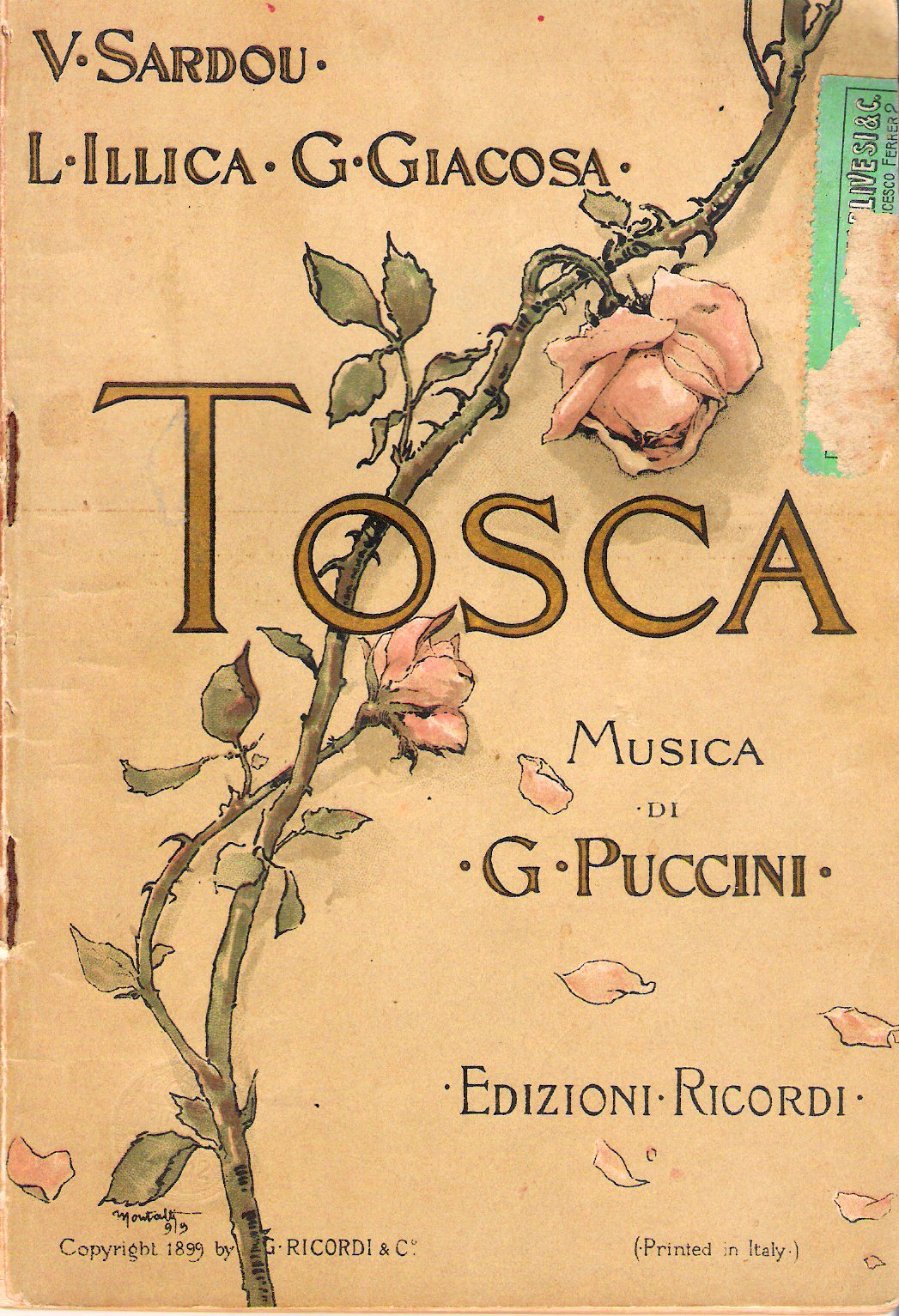
Libretto di Tosca

Il libretto fu ricavato dal dramma La Tosca di Victorien Sardou, ma fu ridotto da cinque a tre atti e snellito di molti particolari che costituivano la cornice storica realistica del dramma in prosa; vennero inoltre eliminati moltissimi personaggi secondari, tra cui Giovanni Paisiello, che compariva in persona alle prese con la famosa cantante, e la vicenda si concentrò principalmente sul triangolo Scarpia - Tosca - Cavaradossi, delineando le linee principali dei caratteri, anche se a scapito delle concatenazioni logiche degli avvenimenti. Il dramma dell'amore perseguitato interessava Puccini più del grande affresco storico condito di delitti e di sangue.

## Caratteri generali
Tosca è considerata l'opera più drammatica di Puccini, ricca com'è di colpi di scena e di trovate che tengono lo spettatore in costante tensione. Il discorso musicale si evolve in modo altrettanto rapido, caratterizzato da incisi tematici brevi e taglienti, spesso costruiti su armonie dissonanti, come quella prodotta dalla successione degli accordi del tema di Scarpia che apre l'opera: Si bemolle maggiore, La bemolle maggiore, Mi maggiore (il primo e l'ultimo dei quali in relazione di tritono). Inoltre non vi è ouverture iniziale.
La vena melodica di Puccini ha modo di emergere nei duetti tra Tosca e Mario, nonché nelle tre celebri romanze, una per atto (Recondita armonia, Vissi d'arte, E lucevan le stelle), che rallentano in direzione lirica la concitazione della vicenda.
L'acme drammatica è invece costituita dal secondo atto, che vede come protagonista il sadico barone Scarpia, in cui l'orchestra pucciniana assume sonorità che anticipano l'estetica dell'espressionismo musicale tedesco.

## Reparto della prima assoluta
| Personaggio       | Vocalità    | Interprete 14 gennaio 1900 (direttore Leopoldo Mugnone) |
| ----------------- | ----------- | ------------------------------------------------------- |
| Floria Tosca      | soprano     | Hariclea Darclée                                        |
| Mario Cavaradossi | tenore      | Emilio De Marchi                                        |
| Il barone Scarpia | baritono    | Eugenio Giraldoni                                       |
| Cesare Angelotti  | basso       | Ruggero Galli                                           |
| Il Sagrestano     | basso       | Ettore Borelli                                          |
| Spoletta          | tenore      | Enrico Giordani                                         |
| Sciarrone         | basso       | Giuseppe Gironi                                         |
| Un carceriere     | basso       | Aristide Parasassi                                      |
| Un pastore        | voce bianca | Angelo Righi                                            |

## Trama
La vicenda ha luogo a Roma martedì 17 giugno 1800. Il primo atto si svolge nella basilica di Sant'Andrea della Valle, il secondo a Palazzo Farnese e il terzo su una terrazza di Castel Sant'Angelo.

### Atto I
Angelotti, bonapartista ed ex console della Repubblica Romana, è fuggito dalla prigione di castel Sant'Angelo e cerca rifugio nella basilica di Sant'Andrea della Valle, dove sua sorella, la marchesa Attavanti, gli ha fatto trovare le chiavi della sua cappella e all'interno degli abiti femminili con cui travestirsi. La donna è stata ritratta, senza saperlo, come figura della Maddalena in un quadro a cui sta lavorando il pittore Mario Cavaradossi. Quando entra nella chiesa il sagrestano, Angelotti si nasconde nella cappella degli Attavanti. Sopraggiunge di lì a poco Cavaradossi per lavorare al suo dipinto, mettendo a confronto gli occhi azzurri del ritratto con quelli neri della sua amante Floria Tosca, famosa cantante (Recondita armonia…).
Dopo l'uscita del sacrestano, Cavaradossi si accorge della presenza di Angelotti, che conosce da tempo e di cui condivide la fede politica. I due si apprestano a preparare il piano di fuga quando l'arrivo di Tosca costringe Angelotti a rintanarsi di nuovo nella cappella. Mario non può rivelare alla sua amata l'accaduto poiché teme che ella, fervida credente, riveli in confessione la presenza del fuggiasco. Tosca gli espone il suo progetto amoroso per quella sera, dopo il suo spettacolo (Non la sospiri la nostra casetta…), poi, riconoscendo gli occhi azzurri della marchesa Attavanti nella figura del quadro, fa una scenata di gelosia e il pittore riesce a fatica a calmarla con espressioni amorose (Qual occhio al mondo…) e a congedarla dopo la richiesta di Tosca che dipinga nel ritratto gli occhi neri come i suoi. Mario offre quindi protezione ad Angelotti e lo indirizza nella sua villa in periferia, ma nel mentre un colpo di cannone annuncia la fuga del detenuto da Castel Sant'Angelo; Cavaradossi decide allora di accompagnare Angelotti per coprirlo nella fuga,  ma i due dimenticano nella cappella il ventaglio della marchesa Attavanti, parte del travestimento destinato ad Angelotti.
La falsa notizia della vittoria delle truppe austriache su Napoleone a Marengo fa esplodere la gioia nel sagrestano, che invita l'indisciplinata cantoria di bambini a prepararsi per il Te Deum di ringraziamento per la sconfitta di Napoleone. Improvvisamente sopraggiunge con i suoi scagnozzi il barone Scarpia, capo della polizia papalina, il quale, sulle tracce di Angelotti, sospetta fortemente di Mario, anch'egli bonapartista. Scarpia trova nella cappella il ventaglio dimenticato, che diventa un mezzo per suscitare la gelosia di Tosca, della quale è segretamente innamorato e che è ritornata in chiesa per informare l'amante che il loro programma è sfumato, essendo stata chiamata a cantare a Palazzo Farnese per festeggiare l'avvenimento militare. Mostrandole il ventaglio, Scarpia risveglia la morbosa gelosia di Tosca, che si convince di un furtivo incontro di Mario con la marchesa (Ed io venivo a lui tutta dogliosa…). Uscita Tosca, Scarpia ordina al suo agente di polizia Spoletta di seguirla di nascosto, sperando lo conduca a Cavaradossi (Tre sbirri, una carrozza…), e, mentre i fedeli popolano la chiesa intonando il Te Deum, egli pregusta con gioia feroce l'impiccagione di Cavaradossi e la conquista dell'amore di Tosca.

### Atto II

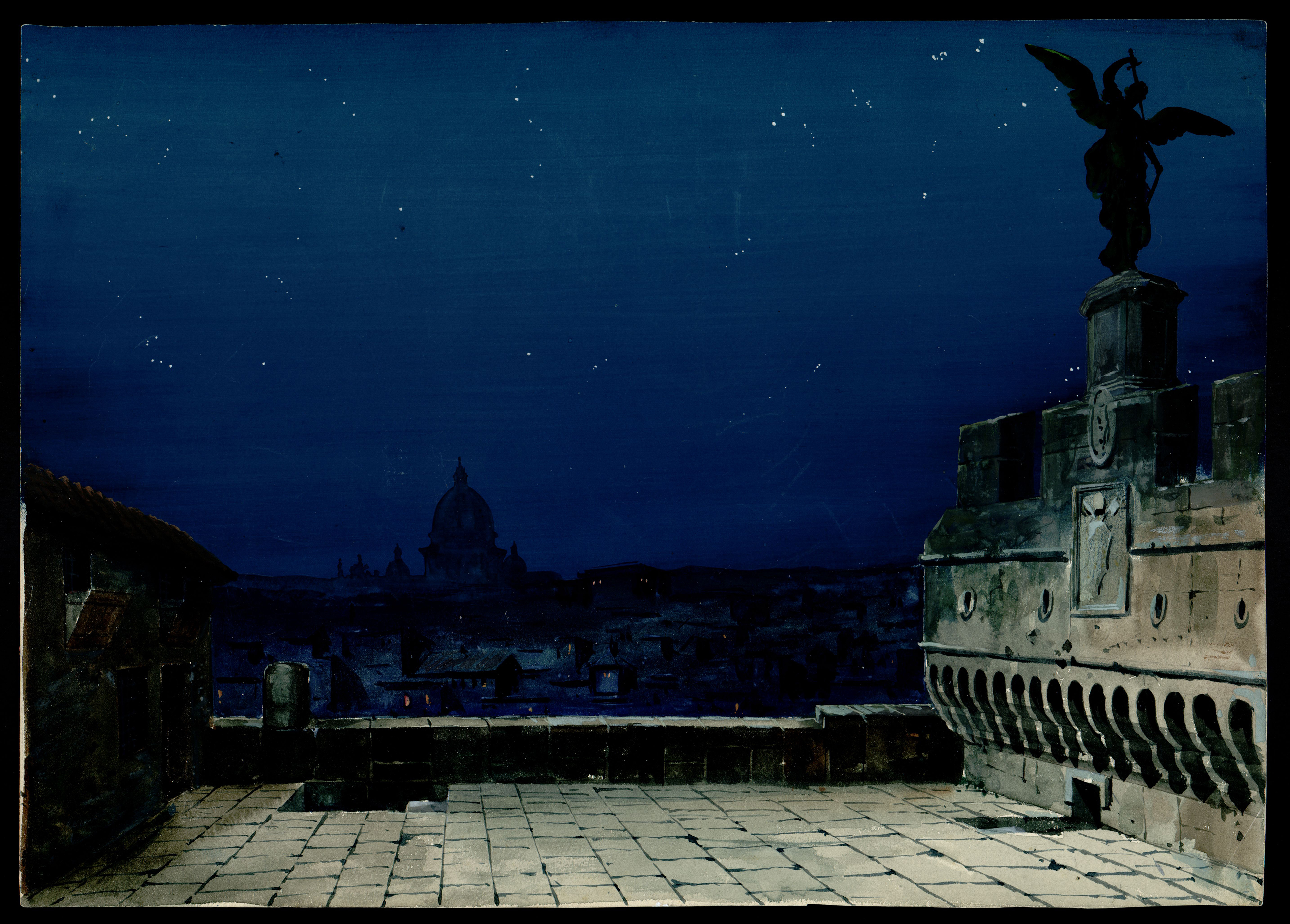
La piattaforma di Castel Sant'Angelo, bozzetto per Tosca atto 3 (s.d.).
Archivio Storico Ricordi

Mentre al piano nobile di Palazzo Farnese si sta svolgendo una grande festa alla presenza del re e della regina di Napoli per celebrare la vittoriosa battaglia, nel suo appartamento Scarpia sta consumando la cena. Spoletta (tenore) e gli altri gendarmi hanno seguito la furente Tosca fino alla villetta di Mario, dalla quale la donna è tuttavia uscita poco dopo, avendo compreso il grave errore causato dalla sua gelosia. Gli sbirri hanno perquisito a fondo la dimora ma non sono stati in grado di localizzare Angelotti, così arrestano Mario e lo conducono al cospetto di Scarpia. Il pittore, interrogato, si rifiuta di rivelare il nascondiglio di Angelotti e viene quindi condotto in una stanza dove viene torturato.
Tosca, che poco prima aveva eseguito una cantata al piano superiore, viene convocata da Scarpia, il quale fa in modo che ella possa udire le urla di Mario. Stremata dalle grida dell'uomo amato, la cantante rivela a Scarpia il nascondiglio dell'evaso: il pozzo nel giardino della villa di Cavaradossi. Mario, condotto alla presenza di Scarpia, apprende del tradimento di Tosca e si rifiuta di abbracciarla. Proprio in quel momento arriva un messo ad annunciare che la notizia della vittoria delle truppe austriache è falsa, e che invece è stato Napoleone a vincere a Marengo. Mario inneggia ad alta voce alla vittoria e Scarpia lo condanna immediatamente a morte per impiccagione, facendolo condurre via. Più tardi arriva anche la notizia che Angelotti si è suicidato all'arrivo degli sbirri: Scarpia ordina che il suo cadavere sia impiccato accanto a Cavaradossi. Disperata, Tosca chiede a Scarpia di accordare la grazia a Mario: il barone acconsente solo a patto che ella gli si conceda. Inorridita, la cantante implora il capo della polizia e si rivolge in accorato rimprovero a Dio (Vissi d'arte, vissi d'amore), ma invano: Scarpia è irremovibile e Tosca è costretta a cedere. Scarpia convoca quindi Spoletta e, con un gesto d'intesa, fa credere a Tosca che Cavaradossi sarà fintamente giustiziato mediante una fucilazione simulata, con fucili caricati a salve. Dopo aver scritto il salvacondotto che permetterà agli amanti di raggiungere Civitavecchia, Scarpia si avvicina a Tosca per riscuotere quanto pattuito, ma questa, che nel frattempo aveva preso un coltello dal tavolo, lo colpisce dritto al cuore e Scarpia muore. Tosca sottrae quindi il salvacondotto dalle mani del cadavere, poi, in uno slancio di religiosa pietà, pone due candelabri accanto al corpo di Scarpia, un crocifisso sul suo petto, e finalmente scappa via.

### Atto III
È l'alba. In lontananza un giovane pastore canta un malinconico stornello in romanesco e le campane di Roma suonano la messa del mattino. Sui bastioni di Castel Sant'Angelo, Mario è ormai pronto a morire e inizia a scrivere un'ultima lettera d'amore a Tosca, ma non riesce a terminarla, sopraffatto dai ricordi (E lucevan le stelle). La donna arriva inaspettatamente e spiega a Mario di essere stata costretta a uccidere Scarpia, gli mostra il salvacondotto e lo informa della fucilazione simulata. Scherzando, gli raccomanda di fingere bene la morte. Mario, però, viene fucilato veramente: Tosca, sconvolta e inseguita dai poliziotti, i quali hanno trovato il cadavere di Scarpia, si getta dalla terrazza del castello.

## Organico strumentale
La partitura è scritta per orchestra composta da:
- 3 flauti (II e III anche ottavini), 2 oboi, corno inglese, 2 clarinetti, clarinetto basso, 2 fagotti, controfagotto
- 4 corni, 3 trombe, 3 tromboni, trombone basso
- timpani, tamburo, triangolo, piatti, tam-tam, grancassa
- Carillon (Glockenspiel), celesta, campanelli, arpa
- archi.

Da suonare in scena:
- Flauto, viola, arpa, 4 corni, 3 tromboni, campane, organo, 2 tamburi, fucili, cannone.

## Incisioni discografiche (selezione)
| Anno | Cast (Tosca, Cavaradossi, Scarpia, Angelotti, Sagrestano)                                                | Direttore                   |
| ---- | --- | --------------------------- |
| 1918 | Lya Remondini, Carlo Broccardi, Dario Zani, Vincenzo Bettoni, Davide Carnevali                           | Carlo Sabajno               |
| 1919 | Valentina Bartolomasi, Attilio Salvaneschi, Adolfo Pacini, Guido Fernandez, Ubaldo Ceccarelli            | Carlo Sabajno               |
| 1929 | Bianca Scacciati, Alessandro Granda, Enrico Molinari, Salvatore Baccaloni, Aristide Baracchi             | Lorenzo Molajoli            |
| 1930 | Carmen Melis, Piero Pauli, Apollo Granforte, Giovanni Azzimonti, Antonio Gelli                           | Carlo Sabajno               |
| 1932 | Claudia Muzio, Dino Borgioli, Alfredo Gandolfi, Marsden Argall, Louis D'Angelo                           | Gaetano Merola              |
| 1938 | Maria Caniglia, Beniamino Gigli, Armando Borgioli, Ernesto Dominici, Giulio Tomei                        | Oliviero De Fabritiis       |
| 1942 | Grace Moore, Frederick Jagel, Alexander Svéd, George Cehanovsky, Salvatore Baccaloni                     | Ettore Panizza              |
| 1944 | Grace Moore, Charles Kullman, Alexander Svéd, George Cehanovsky, Gerhard Pechner                         | Cesare Sodero               |
| 1946 | Grace Moore, Jan Peerce, Lawrence Tibbett, Lorenzo Alvary, Salvatore Baccaloni                           | Cesare Sodero               |
| 1947 | Elen Dosia, Jan Peerce, Franck Valentino, Lorenzo Alvary, Melchiorre Luise                               | Giuseppe Antonicelli        |
| 1952 | Renata Tebaldi, Giuseppe Campora, Enzo Mascherini, Dario Caselli, Fernando Corena                        | Alberto Erede               |
| 1953 | Maria Callas, Giuseppe Di Stefano, Tito Gobbi, Franco Calabrese, Melchiorre Luise                        | Victor De Sabata            |
| 1957 | Zinka Milanov, Jussi Björling, Leonard Warren, Leonardo Monreale, Fernando Corena                        | Erich Leinsdorf             |
| 1957 | Licia Albanese, Daniele Barioni, Leonard Warren, Clifford Harvuot, Gerhard Pechner                       | Dimitri Mitropoulos         |
| 1958 | Antonietta Stella, Gianni Poggi, Giuseppe Taddei, Ferruccio Mazzoli, Leo Pudis                           | Tullio Serafin              |
| 1959 | Renata Tebaldi, Mario Del Monaco, George London, Silvio Maionica, Fernando Corena                        | Francesco Molinari Pradelli |
| 1960 | Magda Olivero, Alvinio Misciano, Giulio Fioravanti, Giovanni Folani, Carlo Badioli                       | Fulvio Vernizzi             |
| 1962 | Leontyne Price, Giuseppe Di Stefano, Giuseppe Taddei, Carlo Cava, Fernando Corena                        | Herbert von Karajan         |
| 1964 | Maria Callas, Carlo Bergonzi, Tito Gobbi, Leonardo Monreale, Giorgio Tadeo                               | Georges Prêtre              |
| 1966 | Birgit Nilsson, Franco Corelli, Dietrich Fischer-Dieskau, Silvio Maionica, Alfredo Mariotti              | Lorin Maazel                |
| 1973 | Leontyne Price, Plácido Domingo, Sherrill Milnes, Clifford Grant, Paul Plishka                           | Zubin Mehta                 |
| 1976 | Montserrat Caballé, José Carreras, Ingvar Wixell, Samuel Ramey, Domenico Trimarchi                       | Colin Davis                 |
| 1978 | Mirella Freni, Luciano Pavarotti, Sherrill Milnes, Richard Van Allan, Italo Tajo                         | Nicola Rescigno             |
| 1979 | Katia Ricciarelli, José Carreras, Ruggero Raimondi, Gottfried Hornik, Fernando Corena                    | Herbert von Karajan         |
| 1980 | Renata Scotto, Plácido Domingo, Renato Bruson, John Cheek, Dominick Martinez                             | James Levine                |
| 1984 | Kiri Te Kanawa, Giacomo Aragall, Leo Nucci, Malcolm King, Spiro Malas                                    | Georg Solti                 |
| 1990 | Mirella Freni, Plácido Domingo, Samuel Ramey, Bryn Terfel, Angelo Veccia                                 | Giuseppe Sinopoli           |
| 1990 | Éva Marton, José Carreras, Juan Pons, István Gáti, Italo Tajo                                            | Michael Tilson Thomas       |
| 1992 | Carol Vaness, Giuseppe Giacomini, Giorgio Zancanaro, Piero De Palma, Danilo Serraiocco, Alfredo Mariotti | Riccardo Muti               |
| 2000 | Angela Gheorghiu, Roberto Alagna, Ruggero Raimondi, Maurizio Muraro, Enrico Fissore                      | Antonio Pappano             |
| 2000 | Maria Guleghina, Salvatore Licitra, Leo Nucci, Giovanni Battista Parodi, Alfredo Mariotti                | Riccardo Muti               |
| 2001 | Fiorenza Cedolins, Andrea Bocelli, Carlo Guelfi, Ildebrando D'Arcangelo                                  | Zubin Mehta                 |

## Adattamenti e video
- Tosca (film 1918)
- Tosca (film 1941)
- Avanti a lui tremava tutta Roma (film del 1946)
- Tosca, film-opera diretto da Carmine Gallone (1956)
- Nel 1964 venne registrato al Covent Garden di Londra, il secondo atto di Tosca, con Maria Callas, Tito Gobbi e Renato Cioni con la direzione di Carlo Felice Cillario e la regia di Franco Zeffirelli. (Si può trovare però anche la registrazione del solo audio di tutta l'opera)
- La Tosca, film diretto da Luigi Magni con musiche di Armando Trovajoli (1973)
- Tosca, film per la televisione del 1976 con Raina Kabaivanska nella parte della protagonista, Plácido Domingo come Mario Cavaradossi, Sherrill Milnes nella parte del barone Scarpia, Alfredo Mariotti e diretto da Bruno Bartoletti per la regia di Gianfranco De Bosio - Decca.
- Tosca - James Conlon/Luciano Pavarotti/Shirley Verrett/MET, regia Tito Gobbi, 1978 Decca
- Tosca (reg. Franco Zeffirelli, live MET) - Giuseppe Sinopoli/Plácido Domingo/Hildegard Behrens, 1985 Deutsche Grammophon
- Tosca, nei luoghi e nelle ore di Tosca - film diretta TV (Rai Uno 1992), regia Giuseppe Patroni Griffi, orchestra diretta da Zubin Mehta; Plácido Domingo: Cavaradossi; Catherine Malfitano: Tosca; Ruggero Raimondi: Scarpia.
- Tosca, film-opera diretto da Benoît Jacquot (RAI uno 2001)
- Tosca - Amore disperato, opera moderna diretta da Lucio Dalla (2003)
- Tosca - regia Hugo De Ana/ direttore Daniel Oren/ Fiorenza Cedolins nella parte della protagonista Tosca / Marcelo Alvarez Cavaradossi /  Ruggero Raimondi Scarpia, 2006 live Festival Arena di Verona
- Tosca - Paolo Carignani/Emily Magee/Jonas Kaufmann, 2008 Decca